# Крива К. Раункієра
Крива К. Раункієра (Раункієр Хрістен) — емпірично встановлена залежність співвідношення частот видів, що відносяться до різних класів зустрічальності видів. При розбитті на п'ять класів зустрічальності з кроком 20 % крива має J-подібну форму. Для дуже гомотопних фітоценонів число видів в класі зустрічальності V (81-100 %) виявляється близьким до числа видів у класі I (0-20 %), і крива набуває U-подібну форму.